# Sigvald Tveit
Sigvald Tveit (* 14. März 1945 in Nissedal; † 8. Januar 2019 in Oslo) war ein norwegischer Komponist und Musikwissenschaftler, der seit 1973 an der Universität Oslo tätig war. Bekannt wurde er vor allem durch seine hymnologischen Forschungen und seine Beträge für Kinderprogramme im norwegischen Fernsehen, wie zum Beispiel Portveien und die norwegische Ausgabe der Sesamstraße. Er arbeitete unter anderen mit Eyvind Skeie, Edvard Hoem, Tor Edvin Dahl, Tor Åge Bringsværd und Erik Hillestad zusammen.
Mit über 2200 bei der TONO registrierten Werken (Stand 2008) war er Norwegens produktivster Komponist.

## Diskographische Hinweise
- Sigvald Tveit Norwegische Jazzmesse (mit der Lothar Krist Hannover Bigband und Wencke Myhre)
- Sigvald Tveit Missa brevis: for mixed Choir a cappella